# Samfundets yngste
|  | Denne artikel er oprettet af botten PalnaBot ud fra en ekstern database. Den kan derfor have sproglige fejl eller mangler. Denne skabelon kan fjernes efter kontrol af indholdet. |

Samfundets yngste er en film instrueret af Erling Wolter efter manuskript af Erling Wolter.

## Handling
Mange steder i Danmark er der vuggestuer, børnehaver og fritidshjem, hvor udearbejdende mødre kan få deres børn anbragt under betryggende forhold, og hvor børnene ikke alene er i specialuddannede menneskers varetægt, men også under lægetilsyn. Selvom man ikke har institutioner nok til at tilfredsstille det store behov, har man dog udviklet den forebyggende børneforsorg på en måde, der har vakt interesse ikke alene i pædagogisk og socialt interesserede kredse her i landet, men også i udlandet. Filmen giver et indtryk af det arbejde, der udføres, særligt i børnehaverne, og det liv, der leves her, afpasset efter barnets behov og bygget på den moderne pædagogiks erfaringer. Og i fritidshjemmet møder vi skolebørn både i arbejde, ved lektielæsning og i leg. Filmen slutter med et besøg på en feriekoloni, hvor børnehavnes børn henter kræfter og sundhed under et sommerophold.